# Силвестро Валиеро
Силвестро Валиеро (италианизирано Silvestro Valiero) или Силвестро Валиер (на венецианското наречие) е 109–ти венециански дож от 1694 г. до смъртта си през 1700 г.

## Биография
Силвестро Валиеро е син на Бертучо Валиеро, 102–ри дож на Венеция, и Бенедета Пизани.
Избран е за дож на 25 февруари 1694 г.
Има брак с Елизабета Куерини.